# Alexandre Barrillon
 (septembre 2024).
Si vous disposez d'ouvrages ou d'articles de référence ou si vous connaissez des sites web de qualité traitant du thème abordé ici, merci de compléter l'article en donnant les références utiles à sa vérifiabilité et en les liant à la section « Notes et références ».
Pour les articles homonymes, voir Barrillon.
Jean-Joseph-François-Alexandre Barrillon (1er juillet 1762 à Serres - 19 mai 1817 à Paris) est un planteur esclavagiste, armateur négrier, banquier et homme politique français, qui fut l'un des premiers régents de la Banque de France.

## Biographie

### Débuts comme colon planteur à Saint-Domingue
Il est élevé à Bayonne et s'embarque, à 20 ans, pour la colonie de Saint-Domingue, où il entre chez un riche planteur, M. d'Anglade, et peut bientôt, grâce à son travail et à son esprit d'ordre, acheter, de moitié avec un autre colon, une vaste plantation. 
Là-bas, il épouse en 1787 Françoise-Marguerite Chassy-Poulet, propriétaire d’esclaves. 
Au moment de la révolte des noirs de Saint-Domingue, il est mis à la tête des blancs, et parvint à rejeter les insurgés hors de son territoire, après six mois de combats, à l'un desquels il fut blessé. 
Mais, las de cette lutte, il rentre en France, défend Lyon insurgé contre la Convention, et, après la prise de la ville, se cache dans son pays. 

### Armateur négrier
De retour en métropole, il reste lié à l'esclavage à travers la traite négrière. Ayant en commandite la société des frères Chegaray de La Rochelle et Gramont à Bordeaux, il possède trois bateaux négriers : L’Alexandre de Marseille, Le Pondichéry et Le Terrail à Bordeaux (en association avec le sieur Buffault). 

### Banquier
Après la Terreur, il s'installe à Paris. Grâce aux profits tirés de la traite et de l’esclavage, Barrillon crée une maison de banque en 1795, la banque Barrillon et Cie, qui, d'abord très prospère, faillit sombrer en 1803, au moment de la déclaration de guerre à l'Angleterre. Barrillon désintéressa absolument tous ses créanciers. 
Il est administrateur de la Caisse des comptes courants en 1799 et Régent de la Banque de France, membre du Conseil, depuis sa fondation en février 1800 au 18 octobre 1803, occupant le 14e fauteuil. Il rejoint également les Négociants réunis chargés de trouver des fonds pour le Trésor.

### Garde national et homme politique
Capitaine dans la garde nationale parisienne en 1814, il se bat le 30 mars à la barrière du Roule contre les troupes russes, lorsqu’on vint lui annoncer l’armistice conclu aux Buttes-Chaumont. Afin d'éviter une inutile effusion de sang, il prend avec lui un tambour, traverse le champ de bataille au plus fort de la lutte, est entouré et manque d'être massacré par les Cosaques, mais peut arriver enfin auprès du général russe, qui fait aussitôt cesser le feu. 
Le 16 mai 1815, il est élu représentant des Hautes-Alpes à la Chambre des Cent-Jours, dans le collège d'arrondissement de Gap : il y prend la parole une seule fois, pour appuyer un projet de loi tendant « à régulariser le service des réquisitions, tout en admettant que, dans des circonstances aussi urgentes, on pouvait, on devait même déroger aux règles ordinaires. »

### Décès et descendance
Barrillon décède à Paris le 19 mai 1817, à l'âge de 54 ans. Il est inhumé au cimetière du Père-Lachaise, à Paris, 39e division.
Son fils François-Sophie-Alexandre Barrillon (1801-1860) fera une carrière politique dans l’Oise, et sa petite-fille épousera François-Ernest Dutilleul (1825-1907), ministre des finances et président de la banque de Paris et des Pays-Bas.
On ne doit pas le confondre avec un autre banquier, Claude-Georges Barrillon de Morangis, dit « Barrillon des Îles » (? - ?), cofondateur avec Benjamin Delessert en 1818 de la Caisse d'épargne puis de la Compagnie royale d'assurances (« La Nationale »).